# Герман Сенковскі
Герман Роберт Сенковскі (нім. Hermann Robert Senkowsky; 31 липня 1897, Шайбс — 5 квітня 1965, Інсбрук) — австрійський державний діяч, фінансист, функціонер Третього рейху, міністр фінансів Генерал-губернаторства, діяч НСДАП, оберфюрер СС.

## Біографія
Австрієць. Учасник Першої світової війни. У 1915 році добровольцем вступив в австро-угорську армію. Воював на східному фронті на Волині. В кінці війни в званні обер-лейтенанта командував артилерійською батареєю.
У 1919-1922 вивчав право в Інсбруку і Відні. Вступив в націоналістичну Велику німецьку народну партію (Großdeutsche Volkspartei).
У 1922 отримав ступінь доктора наук і став державним службовцям в міністерстві фінансів. У 1928 році опублікував свою відому роботу «Zollwachvorschrift», звід митних інструкцій, які, в модифікованому вигляді, до сьогоднішнього дня застосовуються в Австрії.
У січні 1930 став державним секретарëм Австрії.
Член НСДАП з травня 1932 року, член СС з листопада 1934 року. Звільнений із займаної посади в 1934 році через членство в НСДАП, яка в той час вважалася незаконною в Австрії.
У листопаді 1934 року був заарештований за участь в липневому путчі, але незабаром звільнений у зв'язку з відсутністю складу злочину. У травні 1935 року знову був заарештований за членство в забороненій НСДАП, перебував у в'язниці до березня 1936 року. Незабаром після звільнення втік до нацистської Німеччини.
У травні 1936 став громадянином Німеччини, вступив на роботу в міністерство фінансів, очолюваного группенфюрером СС Вільгельмом Кеплером.
Після аншлюсу став керівником митного управління Верхньої Австрії, головним фінансистом і представником президента в Лінці та Відні.
Після початку Другої світової війни і окупації Польщі був переведений в генерал-губернаторство на пост міністра фінансів і директора монополій.
Після закінчення Другої світової війни Сенковскі був заарештований союзними військами, але випущений в 1947 році, тому що Польща не просила його екстрадиції як військового злочинця.
Після цього жив і працював в Інсбруку, де займав відповідальну посаду в управлінні тірольської зовнішньоторговельної зони.

## Нагороди

### Перша світова війна
- Срібна медаль за хоробрість (Австро-Угорщина) 2-го класу
- Медаль «За військові заслуги» (Австро-Угорщина) з мечами
- Військовий Хрест Карла

### Міжвоєнний період
- Цивільний знак СС (№169 582)
- Почесний кут старих бійців
- Почесний хрест ветерана війни (1934)
- Медаль «У пам'ять 1 жовтня 1938» із застібкою «Празький град»

### Друга світова війна
- Хрест Воєнних заслуг 2-го і 1-го класу
- Орден «За громадянські заслуги» (Болгарія) 1-го ступеня (великий офіцер)